# Ніклас Зеннстрем

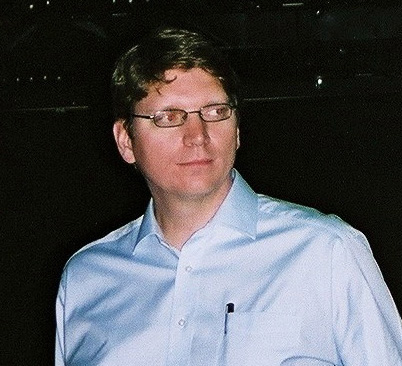
Ніклас Зеннстрем

Ніклас Зеннстрем (швед. Niklas Zennström, народився 16 лютого 1966) — шведський підприємець.
Закінчив Уппсальський університет, пізніше навчався в університеті в Мічигані. Розпочав кар'єру у компанії Tele2 — європейському телекомунікаційному операторі. Згодом працював у різноманітних бізнес-проєктах, зокрема, був головою порталу everyday.com.
Спільно з Янусом Фрісом заснував дві мережі типу peer-to-peer: файлообмінну мережу KaZaA та мережу Skype, що надає послуги інтернет-телефонії. Ніклас керував проєктом і невдовзі програма KaZaA (клієнт однойменної мережі) стала найчастіше завантажуваною програмою 2003 року. Після судових позовів із боку музичної та кіноіндустрії у США KaZaA було продано Sharman Networks.
2005 р. Зеннстрем та його партнер Янус Фріс продали Skype компанії eBay за 2,6 млрд $.
Після продажу Skype Зеннстром та Фріс розпочали проєкт Joost, онлайн-сервіс із розповсюдження відео.
У 2009 Зеннстром входив до групи інвесторів, що придбала Skype у eBay і зараз приєднався до керівництва Skype. Станом на 2011 рік Skype містить близько 775 мільйонів профілів користувачів (при близько 25 млн активних одночасно).

## Інтерв'ю
- The Sunday Times (November 27, 2005)  [Архівовано 7 жовтня 2008 у Wayback Machine.]
- Business Week (September 19, 2005)  [Архівовано 11 березня 2007 у Wayback Machine.]
- The Guardian (July 14, 2005)  [Архівовано 13 березня 2007 у Wayback Machine.]
- PCTechTalk (July 10, 2005)  [Архівовано 23 жовтня 2006 у Wayback Machine.]
- BusinessWeek Online (May 30, 2005)  [Архівовано 27 серпня 2006 у Wayback Machine.]
- IDG News Service (March 16, 2005)
- PC Pro (March 11, 2005)
- TMCnet (March 2, 2005)
- Engadget (November 8, 2004)  [Архівовано 20 грудня 2006 у Wayback Machine.]
- Pocket PC Thoughts (September 3, 2004)

## Ресурси
- Zennström at the Skype Founders Page [Архівовано 28 квітня 2006 у Wayback Machine.]
- Contribution to KaZaa and Skype from Jaan Tallinn from Estonia [Архівовано 26 квітня 2007 у Wayback Machine.]